# Euploea bourkei
Euploea bourkei är en fjärilsart som beskrevs av Edward Bagnall Poulton 1925. Euploea bourkei ingår i släktet Euploea och familjen praktfjärilar. Inga underarter finns listade i Catalogue of Life.